# صقر أحمر القدمين
اللزيق أو العويسق الأحمر (الاسم العلمي: Falco vespertinus) (بالإنجليزية: Red-footed Falcon)‏، هو صقر ينتمي إلى الصقريات (فصيلة: Falconidae)، يعيش في شرق أوروبا وآسيا ويقضي الشتاء في أفريقيا.

## معرض صور

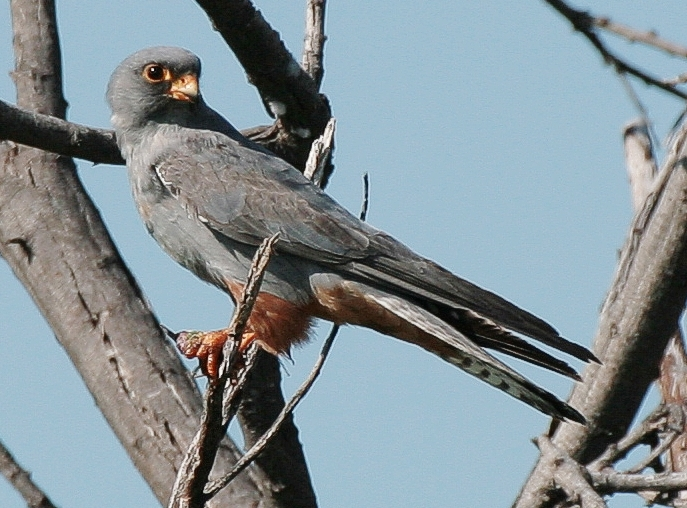
ذكر.
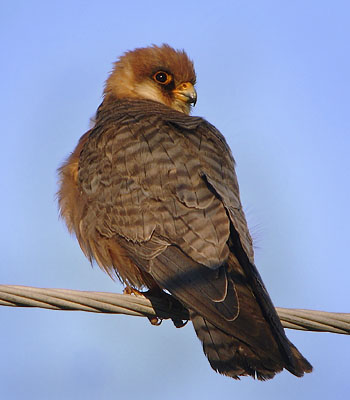
أنثى.